# Arenaria yunnanensis
Arenaria yunnanensis är en nejlikväxtart som beskrevs av Adrien René Franchet. Arenaria yunnanensis ingår i släktet narvar, och familjen nejlikväxter. Utöver nominatformen finns också underarten A. y. caespitosa.